# Stef Ekkel
Stef Ekkel (* 9. August 1980 in Kampen) ist ein niederländischer Volkssänger. In seinen meist fröhlichen Liedern besingt er das tägliche Leben.

## Werdegang
Ekkel veröffentlichte 2001 in Eigenregie sein erstes Lied Op 'n terrasje. Diese Single stand acht Wochen in den Top 20 der niederländischsprachigen Hitparade. 2002 wiederholte er seinen Erfolg mit De Griekse melodie. Danach folgte eine mehrjährige kreative Pause. 2006 gelang ihm mit der Single De Woonboot ein Comeback. Er tritt regelmäßig bei den Mega Piraten Festijnen auf.

## Diskografie
Alben
- 2007: Samen uit, samen thuis
- 2009: Lekker gezellig
- 2010: Dit ben ik … het beste van Stef Ekkel …
- 2011: Gezelligheid kent geen tijd
- 2014: Muziek is mijn leven

Singles
- 2001: Op 'n terrasje
- 2002: De Griekse melodie
- 2003: De tijd stond even stil
- 2004: 'n Koffer vol met dromen
- 2006: De woonboot
- 2007: Shanghai
- 2007: Dat zomerse gevoel
- 2007: Heija Heija
- 2008: Het stadje Kufstein
- 2008: Dans de laatste dans
- 2008: Laat de glazen nu maar klinken
- 2009: Sierra Madre
- 2009: Ik schrijf je naam
- 2009: De smokkelaar (mit Johnny Hoes)
- 2010: Hopeloos
- 2010: Jij wil vrij zijn …
- 2011: Waarheen, waarvoor
- 2011: De blinde orgelman
- 2011: Onze kracht (als Teil von Hollandse kerst sterren)
- 2012: De zwerver van Amsterdam
- 2012: Dan ben ik weer thuis
- 2013: Die ene nacht met jou
- 2014: Adelita